# Bente Lykke Møller
Bente Lykke Møller, född 26 november 1956 i Randers, är en dansk scenograf och kostymdesigner.

## Biografi
Bente Lykke Møller växte upp i en officersfamilj på Jylland i Danmark. Hon utbildade sig på Konsthögskolan[förklaring behövs] och 1982-1986 på Den Danske Scenekunstskole i Köpenhamn, där hon också mötte sin blivande man, den svenske regissören Staffan Valdemar Holm. De båda grundade 1988 i Köpenhamn Nyt skandinavisk forsøksteater efter August Strindbergs förebild av Skandinavisk forsøksteater där 100 år tidigare. De båda har sedan arbetat tillsammans med en stor mängd produktioner av teater, opera och TV i Sverige (Malmö Dramatiska Teater/Malmö Stadsteater, Dramaten, Kungliga Operan, Folkoperan, Göteborgsoperan, Riksteatern, SVT) och Danmark (Det Kongelige Teater), samt i Norge, Tyskland och Chile. Hon har även varit scenograf för dansproduktioner och scenograf och produktionsdesigner för film, såsom Leif Magnussons Kvinnan i det låsta rummet och Hela härligheten (1998).
År 1995 fick hon Kvällspostens Thaliapris. År 2008 fick hon Sydsvenska Dagbladets kulturpris, och 2019 Gannevikstipendiet, tillsammans med Staffan Valdemar Holm.

## Filmografi
- 1998 – Hela härligheten
- 1998 – Kvinnan i det låsta rummet (TV-serie)

## Teater

### Scenografi och kostym (ej komplett)
| År   | Produktion                                              | Upphovsmän                                                           | Regi                  | Teater                   | Noter  |
| ---- | ------------------------------------------------------- | -------------------------------------------------------------------- | --------------------- | ------------------------ | ------ |
| 1995 | Hamlet                                                  | William Shakespeare Översättning Björn Collinder                     | Staffan Valdemar Holm | Malmö stadsteater        |        |
| 2001 | Tillbaka till öknen                                     | Bernard-Marie Koltès                                                 | Staffan Valdemar Holm | Dramaten                 |        |
| 2004 | Tre knivar från Wei                                     | Harry Martinson                                                      | Staffan Valdemar Holm | Dramaten                 |        |
| 2006 | Klaus ont Erika                                         | Lucas Svensson                                                       | Staffan Roos          | Dramaten                 |        |
| 2006 | Rikard III The Life and Death of King Richard the Third | William Shakespeare                                                  | Linus Fellbom         | Riksteatern              |        |
| 2007 | Blottare och parasiter                                  | Lucas Svensson                                                       | Ole Anders Tandberg   | Dramaten                 |        |
| 2008 | Hamlet                                                  | William Shakespeare                                                  | Staffan Valdemar Holm | Dramaten                 |        |
| 2011 | Dödsdansen                                              | August Strindberg                                                    | Emil Graffman         | Helsingborgs stadsteater | Kostym |
| 2016 | Presidenterna Die Präsidentinnen                        | Werner Schwab Översättning Linda Östergaard och Irena Kraus          | Staffan Valdemar Holm | Dramaten                 |        |
| 2018 | Tartuffe Tartuffe, ou l'Imposteur                       | Molière Översättning Lars Huldén                                     | Staffan Valdemar Holm | Dramaten                 |        |
| 2018 | Snövit – för vuxna                                      | Staffan Valdemar Holm                                                | Staffan Valdemar Holm | Kulturhuset Stadsteatern |        |
| 2020 | Kvinnostaden La Cité des Dames                          | Christine de Pizan Bearbetning Staffan Valdemar Holm och Irena Kraus | Staffan Valdemar Holm | Dramaten                 |        |
| 2022 | Månen och de andra planeterna                           | Staffan Valdemar Holm                                                | Staffan Valdemar Holm | Kulturhuset Stadsteatern |        |